# Шарко-Мари-Тутова болест
Шарко-Мари-Тутова болест (акроним ШМТБ)  или перонеусна мишићна атрофија  је хетерогена група наследних периферних неуропатија у којима је неуропатија једина или примарна компонента поремећаја. Типичан облик Шарко-Мари-Тутова болест је фенотип који укључује губитак мишића дисталног екстремитета и губитак сензора, са проксималним напредовањем током времена. Међутим, ток болести је разнолик, што одражава и генотипску и фенотипску хетерогеност.

## Називи
Због најтеже захваћености перонеусног живца болест се назива и перонеусна мишићна атрофија, а према ауторима Jean-Martin Charcot (1825–1893), Pierre Marie (1853–1940) и  Briton Howard Henry Tooth (1856–1925) који су је први описали  она је названа Шарко-Мари-Тутова болест.

## Епидемиологија
Перонеусна мишићна атрофија је најчешћи наследни неуромишићни поремећај који погађа 1 од 2.500 људи.
Болест нем склоности према одређеној раси или полу.

## Патогенеза
Аутосомно доминантно наслеђивање је најчешћи начин наслеђивања, али су идентификовани и аутозомно рецесивни и ШМТБ Х-везани (ШМТБ тип Х) облици. Мутације такође могу настати де ново тако да можда нема претходне породичне историје болести.
Већина аутозомно доминантних облика је подгрупа ШМТБ типа 1. ШМТБ тип 1А је најчешћи тип. ШМТБ тип Х1 (Х-повезан, доминантан) је други најчешћи тип.
У већини случајева, ШМТБ типа 1 карактерише дупликација гена која доводи до производње абнормалног мијелина, који је нестабилан и спонтано се распада. Овај процес доводи до демијелинизације, што доводи до уједначеног успоравања брзине проводљивости. Као одговор на демијелинизацију, Шванове ћелије се размножавају и формирају концентричне низове ремијелинизације. Понављани циклуси демијелинизације и ремијелинизације резултирају појавом луковице.
ШМТБ тип 2 ( такође познат као наследна моторна и сензорна неуропатија типа II (НМСН-II)) је првенствено аксонални поремећај, а не демијелинизујући поремећај. ШМТБ тип 2 доводи до периферне неуропатије кроз директну смрт аксона.
ШМТБ  тип 3 (акође познат као Dejerine-Sottas неуропатија) карактерише се израженом сегментном демијелинизацијом, са стањивањем мијелина око нерва.
ШМТБ  тип Х и ШМТБ тип 4 (такође познат као Рефсумова болест ) су такође демијелинизирајуће неуропатије.
Постоје и друге ређе варијанте као што су ШМТБ  тип 5 са пирамидалним захватањем и ШМТБ  тип 6  са оптичком атрофијом.

## Клиничка слика
Испољавање болести може бити веома различито међу члановима исте породице, зато зато често поред једног члана породице с доказаном мутацијом постоји велики број рођака који носе мутацију, а нису свесни тога.
Почетак болести је подмукао и лагано прогресиван. Типичан симптоми су:
- слабост стопала и глежњева.
- почетни физички налази су депресивни или одсутни рефлекси тетива
- слабост дорзалне флексије стопала у зглобу.

Оболела одрасла особа обично има:
- билатерални (обострани) пад стопала,
- симетричну атрофију мишића испод колена (изглед ноге роде),
- издубљено стопало,
- атрофију унутрашњих мишића руке, посебно мишића тенара палца, и
- одсутне рефлексе тетива у горњим и доњим екстремитетима.[8]

### Облици болести

#### Шарко-Мари-Тутова болест тип 1
Ово је најчешћи облик болести чији почетак се обично јавља у доби од 10 година, а карактерише га:
- Слабост и исцрпљеност мишића почевши од унутрашњих мишића стопала, а постепено утичу на потколеницу и потколеницу. Образац дисталног трошења у ногама понекад се описује као „обрнуте боце шампањца“. Руке и подлактице такође могу бити укључене. Истрошеност малих мишића шака узрокује увијање прстију и потешкоће у њиховом исправљању или отмици.
- Сензорни губитак прати исти образац, почевши од дисталних ногу и руку са смањеним осећајем вибрације и додира. Проприоцептивни сензорни губитак може изазвати сензорну атаксију и корачни ход. Задаци који укључују фину моторичку контролу руку такође могу постати све тежи.
- Бол је ретко почетни симптом, али већина пацијената осећа бол током своје болести.[9]
- Генерализована арефлексија тетива.
- Пад стопала и деформитета стопала. Издубљено стопало (високи лук) има стопу појављивања од 25% у првој деценији живота и 67% у каснијим деценијама. Такође се виде чекићари на ногама и пес планус (равна стопала). Пацијенти могу имати потешкоћа у ходању или трчању, често се саплићу. Честе су парализе притиска.
- Деформитети кичме (нпр. торакална сколиоза) се јављају код 37-50% пацијената са ШМТБ тип 1.
- Остали уобичајени симптоми и знаци укључују дрхтање руку, грчеве мишића и акроцијанозу, палпација увећаних и претерано чврстих нерава.

#### Шарко-Мари-Тутова болест тип 2
Примарна периферна аксонска неуропатија (ШМТБ тип 2  или ХМСН-II) са почетком обично у другој деценији, али се може појавити тек касније. Образац периферне слабости и губитка је сличан ШМТБ тип 1

#### Шарко-Мари-Тутова болест тип 3
Овај облик се карактерише инфантилним почетком, обично у другој години живота. Почетак се може јавити до тренутка рођења, манифестујући се хипотонијом или синдромом флопи бебе. То доводи до тешке демијелинизације са одложеним моторичким вештинама, и много је тежа од ШМТБ типа 1.

##### Шарко-Мари-Тутова болест тип Х
ШМТБ тип Х1 је обично благ код жена, али код мушкараца постоји умерена до тешка периферна неуропатија. Са другим ШМТБ тип Х облицима, погођени су само мушкарци. За ШМТБ тип Х1 обично постоји субклиничка захваћеност централног нервног система (нпр благи клинички знаци, абнормалности беле масе мозга (на МРТ) и абнормалности на електроенцефалограму (ЕЕГ).

## Дијагноза
ЦМТ се може дијагностиковати кроз три различита облика тестова: мерење брзине нервних импулса (студије нервне проводљивости), биопсија нерва и ДНК тестирање. ДНК тестирање може дати коначну дијагнозу, али нису познати сви генетски маркери за Шарко-Мари-Тутову болест. 
Шарко-Мари-Тутова болест се прво највише примећује када неко развије слабост у потколеници, као што је пад стопала, или деформитети стопала, укључујући чекићасте и високе лукове, али само знаке који не доводе до дијагнозе. 
Да би уочио знаке мишићне слабости, неуролог може затражити од пацијената да ходају на петама или да помереју део своје ноге против противничке силе. Да би идентификовао сензорни губитак, неуролог тестира рефлексе дубоких тетива, као што је трзај колена, који су смањени или одсутни код Шарко-Мари-Тутове болести. Лекар такође може да прикупи историју пацијента пошто је Шарко-Мари-Тутова болест  наследна. Недостатак породичне историје не искључује Шарко-Мари-Тутову болест, али је од помоћи да се искључе други узроци неуропатије, као што су шећерна болест или изложеност одређеним хемикалијама или лековима.
Шарко-Мари-Тутова болест је 2010. године био једна од првих болести код које је генетски узрок болести одређеног пацијента прецизно одређен секвенцирањем целог генома оболеле особе. То су урадили научници запослени у удружењу Шарко-Мари-Тут. Две мутације су идентификоване у гену, СХ3ТЦ2, за који се зна да изазива Шарко-Мари-Тутову болест. Истраживачи су затим упоредили геном оболелог пацијента са геномима пацијентове мајке, оца и седморо браће и сестара са и без болести. Мајка и отац су имали по једну нормалну и једну мутантну копију овог гена и имали су благе или никакве симптоме. Потомство које је наследило два мутантна гена у потпуности је оболело од ове болести.

### Хистологија
Стални циклус демијелинизације и ремијелинизације, који се јавља у Шарко-Мари-Тутовој болести, може довести до формирања слојева мијелина око неких нерава, који се називају "кришке лука". Ово се такође види код хроничне инфламаторне демијелинизирајуће полинеуропатије.
Мишићи показују груписање влакана, сличан неспецифичан налаз који указује на циклус денервације/реинервације. Обично мишићна влакна типа I  и типа II  показују случајну дистрибуцију попут шаховског поља, мада може да дође до реинервације, група влакана повезаних са једним нервом  истог типа. Стандард за индикацију типа влакна је хистоензимска аденозин трифосфатаза (АТПаза на пХ 9,4).

## Диференцијална дијагноза
Диференцијално дијагностички треба имати у виду следећа стања и болести:
- Друге генетске неуропатије.
- Фридрихову атаксију .
- Стечене неуропатије – на пример, повезане са алкохолом, недостатком витамина Б12 , болешћу штитне жлезде, шећерном болести, инфекцијом ( ХИВ, лепра, сифилис ).
- Васкулитис.
- Амилоидоза.
- Окултни малигнитет.
- Тровање тешким металима.
- Моторна неуропатија са вишеструким блоком проводљивости.
- Болести моторних неурона .

## Терапија
Како не постоје ефикасни третмани који би преокренули или успорили процес основне болести, тренутно се нуди супортивна терапија заснована на рехабилитацији и хируршким корекцијама деформитета скелета. Пацијенте треба далечи и прати мултидисциплинарни тим који има искуства са овим поремећајем, укључујући неуролога, генетичара, ортопеда, физиотерапеута и радног терапеута.

### Рехабилитација
Блага до умерена вежба је ефикасна и безбедна за пацијенте са Шарко-Мари-Тутовом болешћу. То доводи до значајног побољшања ходања и снаге доњих удова. Тренинг високог интензитета отпора је контроверзан, јер није јасно да ли то побољшава функционалну способност или погоршава слабост.
Гојазност отежава ходање и треба је избегавати.
Свакодневне вежбе истезања пете спречавају скраћивање Ахилове тетиве, а вежбе дизајниране да побољшају држање и равнотежу такође могу бити од помоћи.
Ортотски уређаји се широко користе – на пример, улошци за стопало (коригују положај стопала), ортозе за скочни зглоб (да би се превазишао пад стопала и олакшало ходање – може бити потребно прилагођавање по наруџбини) и ортозе за стезање (где је захваћеност горњих екстремитета озбиљно).  

### Медикаментна терапија
Бол је чест и повезан је са деформитетима скелета, постуралним абнормалностима, замором мишића и оштећењем нерава. Третман треба да укључује физикалну терапију, корективну хирургију и ортозе, али могу бити потребни и аналгетици за ненеуропатски и неуропатски бол.
Неуротоксичне лекове (нпр  винкристин), треба избегавати јер они могу погоршати стање и одговорни су за преципитацију акутне неуропатије код пацијената са непрепознатим обликом Шарко-Мари-Тутове болести.
Ниједан од до сада развијених лекова није био ефикасан као специфична терапија за Шарко-Мари-Тутову болест, али, са повећаним разумевањем молекуларне основе Шарко-Мари-Тутове болести, рад на истраживању се наставља на основу трансгених животињских модела.

### Хируршкa терапија
Како су проблеми са стопалом и скочним зглобом најчешће изазвани деформитет кавоваруса,   која има тенденцију да се развије као флексибилни деформитет током детињства и адолесценције и постаје фиксиран у одраслом добу, хируршка терапија обухвата:
- Операције на меким ткивима - нпр плантарна фасциотомија, трансфер тетива и отпуштање тетива.
- Остеотомије на калканеалним, метатарзалним, тарзометатарзалним и тарзалним костима.
- Трострука артродеза (хируршка фузија талокалканеалног, талонавикуларног и калканеокубоидног зглоба) – сматра се поступком спасавања само у најтежим случајевима за ублажавање бола, али то може резултиовати високом појавом остеоартритиса других зглобова стопала.[22]

Хируршка интервенција се такође може предузети за сколиозу или за побољшање функције шаке (нпр трансфер тетива ради побољшања опозиције палца или проширења зглоба).

### Генетско саветовање
Појединци и породице погођене болешћу треба да схвате могуће импликације Шарко-Мари-Тутове  болести као генетске болести и њен релевантан образац наслеђивања да би могли да донесу коначну одлуку о репродукцији.
Пренатална дијагностика и преимплантациона генетска дијагностика код Шарко-Мари-Тутове болести је могућа и треба их користити пре генетског саветовања.

## Компликације
Због најћешћег губитка заштитног осећаја дистално у сва четири уда, пацијенти са Шарко-Мари-Тутовом болешћу су подложни оштећењу коже или опекотинама, чиревима на стопалима који не зарасту и целулитису оба стопала. Ово се може спречити добром негом стопала.  
Уганућа и преломи скочног зглоба су уобичајени као последица мишићне слабости.
Ларингеална дисфункција са аспирационом пнеумонијом једна је од могућих компликација.
Шарко-Мари-Тутова болест у трудноћи повећава ризик од компликација током порођаја и већи ризик од интервенције.

## Прогноза
Прогноза Шарко-Мари-Тутовом болести зависи од подтипа болести; клиничко оштећење и инвалидност корелирају са губитком аксона.
Већина пацијената са Шарко-Мари-Тутовом болешћу тип 1А има нормалан животни век и остају у покрету током целог живота. Болест обично напредује споро са мањим инвалидитетом, иако постоји значајна варијабилност болести чак и унутар исте породице.
Шарко-Мари-Тутовом болешћу тип С1 обично се манифестује у првој или другој деценији код мушкараца, са неизбежно прогресивним током и значајним оштећењем у каснијем животу.
Најтежи облици (нпр  Дежерин-Сотасов синдром) имају рани почетак и смањен животни век.